# لذت فوتبال
لذت فوتبال یک برنامه زنده تلویزیونی است که به پخش و تحلیل و بررسی فوتبال‌های خارجی از شبکه ورزش می‌پردازد. برنامه لذت فوتبال با اجرای رسول مجیدی و جواد خیابانی و نیما دلاوری و تهیه‌کنندگی پوریا ملک آبادی با هدف ارتقای اطلاعات فوتبالی مخاطبان خود و همچنین ایجاد سرگرمی علاوه‌بر پخش مستقیم رقابت‌های فوتبال، به پخش اخبار، حواشی و نشست‌های خبری این دیدارها می‌پردازد. اولین قسمت این برنامه در ۱ دی ۱۳۹۷ روی آنتن رفت.
بررسی روزنامه‌های ورزشی روز جهان، پخش کنفرانس‌های خبری سرمربیان و بازیکنان، برقراری ارتباط با کانون‌های هواداری فعال باشگاه‌های اروپایی در داخل کشور، ارتباط با کارشناسان و بازیکنان خارجی نام آشنا، حس و حال فوق‌العاده‌ای را به بینندگان برنامه «لذت فوتبال» که فوتبال را حرفه‌ای و تخصصی دنبال می‌کنند، منتقل می‌کند. در نظرسنجی‌ای که در مرداد ۱۳۹۸ توسط صدا و سیما برگزار شد، لذت فوتبال با ۱۲٫۵ درصد بیننده دومین برنامه پربیننده شبکه ورزش شد. با توجه به اینکه جمعیت نمونه این نظرسنجی بزرگ بوده و در ۳۳ شهر برگزار شده‌ است، می‌توان گفت از جمعیت ۸۰ میلیونی ایران، ۱۰ میلیون نفر بیننده برنامه لذت فوتبال بودند. 

## پیشینه
برنامه لذت فوتبال از ۱ دی ۱۳۹۷ روی آنتن رفت و تاکنون در ۶ فصل پخش شده‌است.

## ویژگی‌ها

### پخش
لذت فوتبال هر روز، ۱ ساعت تا ۳۰ دقیقه قبل از شروع بازی‌های فوتبال تا پاسی از شب به روی آنتن شبکه ورزش می‌رود.

### اجرا
اجرای این برنامه برعهده رسول مجیدی و جواد خیابانی است و همچنین نیما دلاوری اجرای بخش خبر و مسابقه را برعهده دارد. در گذشته مهدی توتونچی نیز اجرای برنامه را بر عهده داشت.

## درون‌مایه

### روند برنامه
برنامه لذت فوتبال به پخش زنده فوتبال‌های خارجی با اجرای  رسول مجیدی و نیما دلاوری می‌پردازد.

### بخش‌های برنامه
- بررسی روزنامه‌های ورزشی جهان:

در این بخش تیترها و اخبار روزنامه‌های ورزشی جهان مورد بررسی قرار می‌گیرد.
- بررسی اتفافات هفته فوتبال اروپا:

در این بخش از برنامه اتفاقات مهم هفته گذشته فوتبال اروپا توسط یکی از گزارشگران فوتبال در شبکه ورزش مورد بررسی قرار می گیرد.
- بخش کارشناسی:

در این بخش بازی های مهم فوتبال اروپا توسط کارشناسان برنامه مورد بررسی قرار می گیرد.
- گفت و گو با گزارشگر بازی:

در این بخش گفت و گو کوتاهی با گزارشگر بازی آن روز انجام می شود.
- ارتباط با کارشناسان و بازیکنان خارجی نام آشنا:

در برخی از قسمت‌ها با کارشناسان و بازیکنان خارجی نام آشنا ارتباط برقرار می‌گردد.آخرین مصاحبه با بازیکنان سابق فوتبال اروپا در شهریور ۱۴۰۱ اتفاق افتاد که در آن برنامه فابیو گروسو مهمان لذت فوتبال بود.
آیتم‌ها:
در این بخش، آیتم‌هایی از تیم‌ها، بازیکنان و مربیان لیگ‌های اروپایی پخش می‌شود.
- پیش‌بازی:

در این بخش شرایط تیم‌های برگزارکنندهٔ بازی در هفته‌های قبل (همراه با نگاه تاریخی به بازی‌های قبلی در سالیان گذشته) بررسی می‌شود.

## اطلاعات فصل‌ها
| فصل | روز پخش و زمان                                                              | شروع فصل       | پایان فصل     | سال پخش   | شبکه تلویزیونی |
| --- | --------------------------------------------------------------------------- | -------------- | ------------- | --------- | -------------- |
| ۱   | هر روز ۱ ساعت قبل از شروع مسابقات                                           | ۱ دی ۱۳۹۷      | ۲۸ تیر ۱۳۹۸   | ۱۳۹۷–۱۳۹۸ | شبکه ورزش      |
| ۲   | شنبه، یکشنبه و شب‌های برگزاری لیگ قهرمانان اروپا، ۱ ساعت قبل از شروع مسابقات | ۱۱ آبان ۱۳۹۸   | ۲۷ مرداد ۱۳۹۹ | ۱۳۹۸–۱۳۹۹ | شبکه ورزش      |
| ۳   | شنبه، یکشنبه و شب‌های برگزاری لیگ قهرمانان اروپا، ۱ ساعت قبل از شروع مسابقات | ۱۵ شهریور ۱۳۹۹ | ۱۴ دی ۱۳۹۹    | ۱۳۹۹      | شبکه ورزش      |
| ۴   | هر روز، ۱ ساعت قبل از شروع مسابقات                                          | ۲۵ بهمن ۱۳۹۹   | ۲ خرداد ۱۴۰۰  | ۱۳۹۹–۱۴۰۰ | شبکه ورزش      |
| ۵   | هر روز، ۱ ساعت تا ۳۰ دقیقه قبل از شروع مسابقات                              | ۲۳ مرداد ۱۴۰۰  | ۸ تیر ۱۴۰۱    | ۱۴۰۰–۱۴۰۱ | شبکه ورزش      |
| ۶   | شنبه،یک شنبه،سه شنبه،چهارشنبه-۱ ساعت تا ۳۰ دقیقه قبل از شروع مسابقات        | ۲۲ مرداد ۱۴۰۱  | ۱۴ خرداد ۱۴۰۲ | ۱۴۰۱-۱۴۰۲ | شبکه ورزش      |
| ۷   | هر روز، ۱ ساعت تا ۳۰ دقیقه قبل از شروع مسابقات                              | ۲۱ مرداد ۱۴۰۲  | ۹ خرداد ۱۴۰۳  | ۱۴۰۲-۱۴۰۳ | شبکه ورزش      |
| ۸   | هر روز ۱ ساعت تا ۳۰ دقیقه قبل از شروع مسابقات                               | ۵‌ آبان ۱۴۰۳    |               | ۱۴۰۳-۱۴۰۴ | شبکه ورزش      |

## فهرست مسابقات
| کشور          | نام مسابقات                    | لوگو | قلم                     |
| ------------- | ------------------------------ | ---- | ----------------------- |
| انگلستان      | لیگ برتر فوتبال انگلستان       |      | پریمیر سنس دبلیو۰۱      |
| انگلستان      | جام حذفی فوتبال انگلستان       |      | پریمیر سنس دبلیو۰۱      |
| انگلستان      | جام اتحادیه باشگاه‌های انگلستان |      | پریمیر سنس دبلیو۰۱      |
| انگلستان      | جام خیریه انگلستان             |      | پریمیر سنس دبلیو۰۱      |
| اسپانیا       | لا لیگا                        |      | کور سنس سی              |
| اسپانیا       | کوپا دل ری                     |      | کور سنس سی              |
| اسپانیا       | سوپر جام فوتبال اسپانیا        |      | کور سنس سی              |
| آلمان         | بوندس‌لیگا                      |      | دی اف ال                |
| آلمان         | جام حذفی فوتبال آلمان          |      | دی اف ال                |
| آلمان         | سوپر جام فوتبال آلمان          |      | دی اف ال                |
| ایتالیا       | سری آ                          |      | فابریکات و دین نکست     |
| ایتالیا       | جام حذفی فوتبال ایتالیا        |      | فابریکات و دین نکست     |
| ایتالیا       | سوپر جام فوتبال ایتالیا        |      | فابریکات و دین نکست     |
| فرانسه        | لیگ ۱                          |      | لیگ ۱ وی ۱              |
| فرانسه        | جام حذفی فوتبال فرانسه         |      |                         |
| فرانسه        | سوپر جام فوتبال فرانسه         |      |                         |
| جهان          | مقدماتی جام جهانی فوتبال       |      |                         |
| جهان          | بازی دوستانه                   |      |                         |
| جهان          | جام باشگاه‌های فوتبال جهان      |      |                         |
| جهان          | جام بین‌المللی قهرمانان         |      |                         |
| اروپا         | لیگ قهرمانان اروپا             |      | چمپیونز                 |
| اروپا         | لیگ اروپا                      |      | اروپا نووا و اروپا تیتل |
| اروپا         | لیگ کنفراس اروپا               |      |                         |
| اروپا         | مقدماتی جام ملت‌های اروپا       |      | پی اف بیوسنس پرو        |
| اروپا         | لیگ ملت‌های اروپا               |      | یوفا نیشنز              |
| اروپا         | سوپر جام اروپا                 |      | یوفا سوپرکاپ            |
| آمریکای جنوبی | کوپا آمریکا                    |      | قلم کوپا آمریکا         |

## حواشی

### سانسور کمک داور زن
در دیدار برگشت تاتنهام و منچستر یونایتد در لیگ برتر فوتبال انگلستان ۲۱–۲۰۲۰ که با برتری ۳–۱ شیاطین سرخ همراه شد، تصاویر بازی چندین دفعه به خاطر حضور کمک داور زن در مسابقه سانسور شد در حالی که پیش از این بار ها بازی های لیگ های اروپایی با قضاوت داور زن از شبکه ورزش پخش شده بود.

## دستاورد ها
برنامه لذت فوتبال در سال های پخش خود چندین بار به عنوان پر بیننده ترین برنامه شبکه ورزش انتخاب شده است.